# Italia (Római Birodalom)

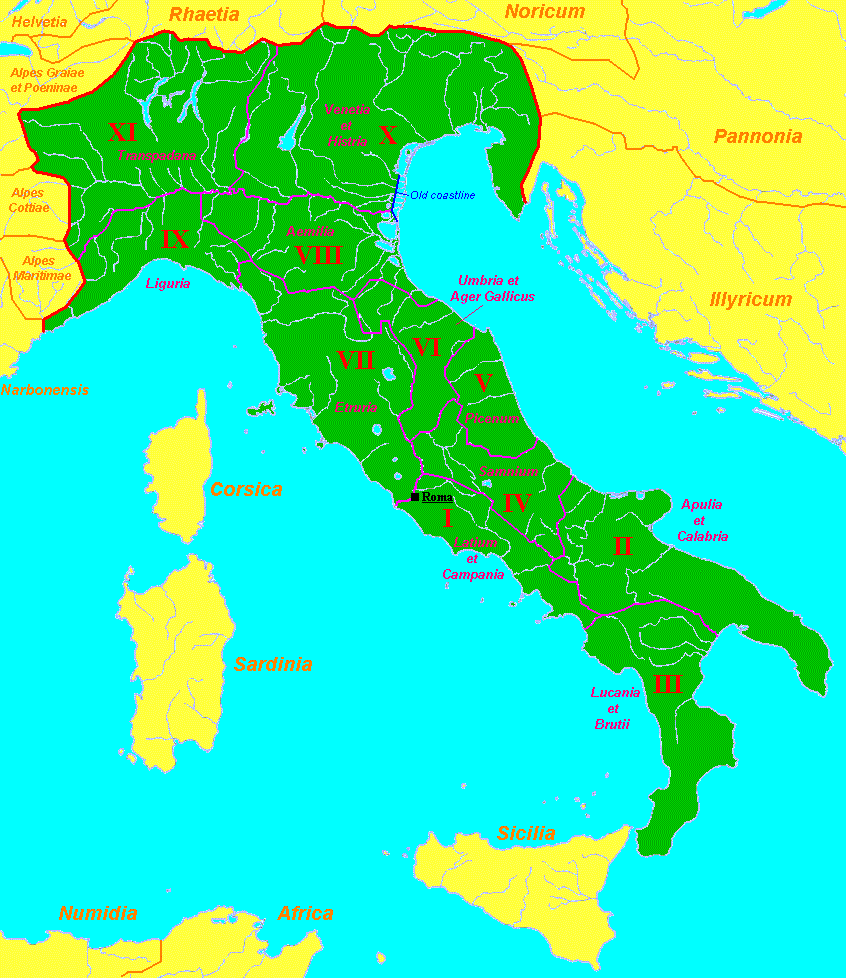
Itália közigazgatása Augustus idején

Az Appennini-félsziget egészét, vagyis a történelmi Itáliát először Julius Caesar vonta Italia néven egységes közigazgatás alá. Italia nem számított a tartományok (provinciák) közé, hanem különleges jogállású régiók alkották. 
Augustus császár korában Italia a következő közigazgatási régiókra tagolódott:
- Regio I Latium et Campania
- Regio II Apulia et Calabria
- Regio III Lucania et Brutii
- Regio IV Samnium
- Regio V Picenum
- Regio VI Umbria et Ager Gallicus
- Regio VII Etruria
- Regio VIII Aemilia
- Regio IX Liguria
- Regio X Venetia et Histria
- Regio XI Transpadana

Az itáliai városoknak két típusa volt, a nagyobb önállósággal rendelkező municipiumok és a római hadsereg által alapított coloniák.

## Földosztás

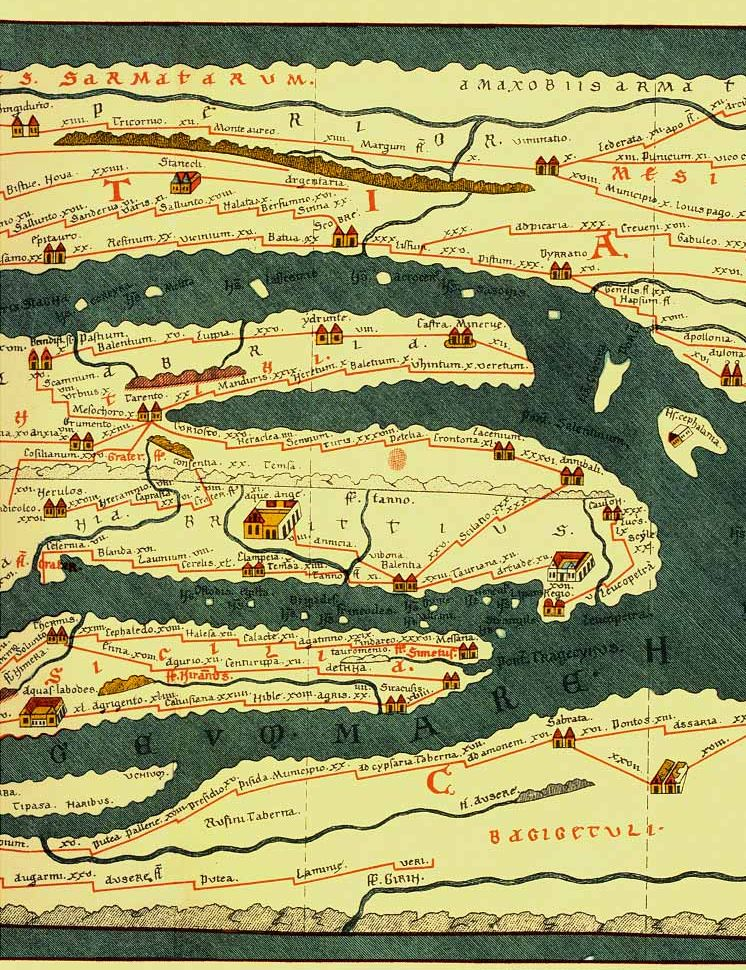
Dél-Itália ábrázolása egy 4. századi római térképen

Augustus rendeletében olvashatjuk, hogyan vásárolt földet Itáliában az elbocsátott veterán katonák részére a császár a városok területén: a szöveg latinul „Pecuniam  pro  agris  quos  in  consulatu  meo  quarto  et postea  consulibus  M.  Crasso  et  Cn.  Lentulo  Augure  adsignavi  militibus  solvi  municipis; ea summa  sestertium  circiter  sexsiens  milliens fuit quam pro Italicis praedis numeravi, et circiter bis milliens et sescentiens quod pro  agris  provincialibus  solvi.  Id  primus  et  solus  omni um  qui  deduxerunt  colonias  militum  in  Italia  aut  in  provincis  ad  memoriam  aetatis  meae  feci.”
Azaz magyarul: „A municipiumoknak megfizettem azoknak a földeknek az árát, amelyeket negyedik consulságom évében (Kr. e. 30), majd M. Crassus és Cn. Lentulus Augur consulsága alatt (Kr. e. 14) a katonáknak kiosztottam. Az összeg, amelyet az italiai földekért kifizettem, körülbelül 600 millió sestertiusra, a tartományi földekért kifizetett összeg pedig körülbelül 260 millió sestertiusra rúgott. Mindazok közül, akik eddig Italiában vagy a provinciákban katonai telepeket alapítottak, ezt elsőnek és egyedül én tettem.”